# Viktor Aleksandrovič Ljapkalo
Viktor Alexandrovič Ljapkalo (in russo Виктор Александрович Ляпкало?; Uchta, 18 settembre 1956) è un pittore russo di etnia Komi.

## Biografia
È nato il 18 settembre 1956 ad Uchta e si è diplomato nel 1978 al Liceo Artistico di Saratov. Dal 1979 al 1987 ha studiato all'Accademia russa di belle arti di San Pietroburgo ed ha avuto come docenti Vladimir Gorb e Viktor Reichet. Si è diplomato presso questo istituto, portando come lavoro di laurea l'opera Notte Bianca. Si è specializzato in paesaggistica e nudi.
Dalla fine degli anni 80 vive e lavora a San Pietroburgo ed è membro dell'Unione degli Artisti della città.
Sue opere sono presenti in musei e collezioni private in Russia, Germania, Paesi Bassi, Belgio e Stati Uniti.